# 阿尔比恩

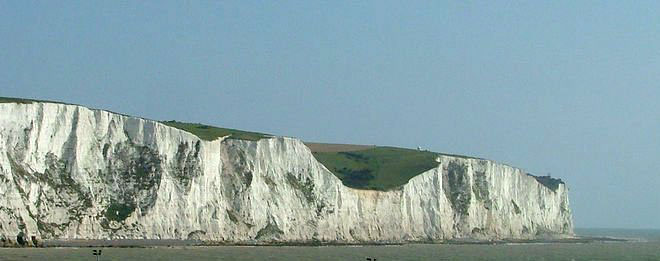
多佛尔白色悬崖可能是「阿尔比恩」一词的来源

阿尔比恩或阿尔比昂是大不列颠岛的古称，也是该岛已知最古老的名称。今天，阿尔比恩仍然作为该岛的一个雅称使用。凯尔特语族中一些语言关于苏格兰的称呼“阿尔巴”被认为和阿尔比恩有关，包括苏格兰盖尔语中的Alba，爱尔兰语中的Albain，曼岛语中的Nalbin，以及威尔士语、康沃尔语和布列塔尼语中的Alban。这些名称此后被拉丁化为Albania，以及英语化为Albany，并一度作为苏格兰的非正式称呼使用。而在加拿大联邦化时期，新阿尔比恩（New Albion）和阿尔比恩诺利亚（Albionoria，北方的阿尔比恩）曾一度被提议作为加拿大的正式名称。

## 词源
埃勒尔特·埃克沃尔（Eilert Ekwall）1930年发表于《古物》（Antiquity）杂志的文章《不列颠的古称》（Early names of Britain）曾经讨论过阿尔比恩一词的词源。
高卢-罗曼语支语言中的Albiōn（与中古爱尔兰语中的Albbu相关）源自原始凯尔特语中的* Alb-i̯en-，与威尔士语中的elfydd（大地，世界）一词词干相同。这个词可能与欧洲和地中海地区的其他一些地名，如阿尔卑斯（Alpes）和阿尔巴尼亚（Albania）一样，出自于两种可能的来源（两种说法都有一定的根据）：*albho-，原始印欧语中表示“白色”的词根（来自南方的船只航行到大不列颠岛时，最早见到的就是多佛尔海峡的白色悬崖）；*alb-，原始印欧语中表示“山丘”的词根。

## 使用
根据古罗马诗人阿维阿努斯的诗歌《海岸》（Ora Maritima）中所述，《玛萨利奥特·伯里浦鲁斯》（Massaliote Periplus，一本为商人所写的航海手册，最早写于公元前6世纪，4世纪末被阿维阿努斯翻译）中并未使用不列颠尼亚（Britannia）的名字，而是nēsos Iernōn kai Albiōnōn（the islands of the Iernians and the Albiones）。同样的，古希腊地理学家皮西亚斯也使用了Albion and Ierne。皮亚西斯对于（nēsos Prettanikē，即不列颠的岛屿Prettanic island）的认知稍微有些模糊，他似乎将任何他认为的西方岛屿都包括了进去，这其中也包括了图勒。
Albion这个词曾经被查拉克斯的伊西多尔（公元前1世纪–公元1世纪）以及多名古典时代的作家使用。在公元1世纪之前，这个词被清楚明白地指向大不列颠岛。然而这个“在很久之后被威廉·布莱克等浪漫主义诗人唤醒的不列颠的古老名字，在希腊作家中并没有持续流行下去。它很快被和（不列颠），（不列颠人），（不列颠的）等词汇取代。罗马人将这些词汇分别变成拉丁语，即Britannia，Britannus和Britannicus”。
伪亚里士多德著作《宇宙论》（De Mundo）中写道：

en toutoi ge men nesoi megistoi tynchanousin ousai dyo, Brettanikai legomenai, Albion kai Ierne

其中有两座较大的岛屿，被称作不列颠群岛，其中一座为阿尔比恩（Albion），另一座为爱尔尼（Ierne）。
老普林尼在他的《博物志》中同样写道：
这座岛自己的名字是阿尔比恩，而整个群岛在此后被我们略成为不列颠尼亚（Britanniae）。
在托勒密的著作《地理学指南》中，他可能延续了泰尔的马里努斯在注释中的叫法，使用了Albion的称呼，而不是罗马式的称呼不列颠尼亚。但他仍然把Albion以及Ierne称为nēsos Bretanikē，即“一座不列颠的岛屿”。
公元930年，英格兰国王光荣者艾塞斯坦使用了rex et primicerius totius Albionis regni（阿尔比恩全境的国王与酋长）的头衔。而他的侄子埃德加国王则在970年使用了totius Albionis imperator augustus（阿尔比恩至高皇帝）的头衔。

## 神话传说中的阿尔比恩
根据12世纪蒙茅斯的杰弗里所作的《不列颠诸王史》所记载，流亡的特洛伊的布鲁图斯被女神狄安娜告知：
“布鲁图斯，向着太阳的方向一直往前，穿过高卢，海中有一座岛屿，那里曾被巨人占领，现在已无人居住，正等着你和族人前往。时间将会证明，那里是你和你的族人适宜的居所；对于你的后代来说，它将是另一座特洛伊。一个源自你的祖先的伟大民族将再那里诞生，整个世界都会臣服在他们脚下。”
在经历漫长的冒险后，布鲁图斯与跟随他的特洛伊人从高卢逃脱，“责无旁贷地去寻找那座神灵启示过的岛屿”。
“在那个时候，不列颠岛被称作阿尔比恩。除了少数巨人之外，没有人在那里居住。但是，它那多样的地形、茂密的数量和满目游鱼的河流都呈现出喜人的景象。”在划分土地后，“布鲁图斯按照自己的名字将这岛屿命名为不列颠（Britain），把他的族人称为不列颠人。他希望自己的事迹可以通过这座岛屿的名字永垂于世”。杰佛里随后记述了最后的巨人如何被击败，包括他们中最为强壮的一个——戈格马戈格被康沃尔的领主康林纽斯扔下悬崖的故事。
由于杰佛里的著作在17世纪前一直被当做正史，这个故事因而多次出现于关于早期不列颠的历史记载中。魏斯、雷亚孟、拉斐尔·霍林斯赫德、威廉·卡姆登、约翰·弥尔顿等人都曾经在自己的著作中提及这个传说，它也曾出现于埃德蒙·斯宾塞的史诗《仙后》中。
此后的另一个起源于14世纪的传奇故事中提到了罗马皇帝戴克里先的女儿，其中长女名为阿尔比尼娅（Albynia）。她因谋害丈夫而被流放到阿尔比恩，并与当地的恶魔私通。她们的后代成为巨人种族的一部分。

## 流行文化
- 据2011年的统计数字，全英国有82家酒吧以“阿尔比恩”命名。[18]
- 西布罗姆维奇阿尔比恩足球俱乐部是第一个将阿尔比恩一词用于名字中的足球俱乐部。此后多家足球和橄榄球俱乐部也将阿尔比恩一词加入名字中。
- BBC系列电视剧《梅林传奇》中提到了阿尔比恩。
- 在刺猬索尼克系列中，针鼠的家乡被称作阿尔比恩。
- 铁娘子乐团的歌曲“Coming Home”中提到了阿尔比恩，“To Albion's land, Coming home...”。
- 齐柏林飞船乐队的歌曲“Achilles' Last Stand”中提到了阿尔比恩，“Oh Albion remains, sleeping now to rise again....”。
- 阿尔比恩也是一支英国朋克摇滚乐队的名字。（http://www.youtube.com/watch?v=wIJO7hR6K2k） （页面存档备份，存于）
- Babyshambles（英语：Babyshambles）乐队的一首歌曲名为“Albion”（“..anywhere in Albion...”）。
- 在高达系列作品的OVA动画《机动战士高达0083：星尘的回忆》中，主角艾帕·席那普斯所指挥的飞马级两栖攻击舰名为“阿尔比昂号”。
- 轻小说《零之使魔》的架空世界哈尔凯尼亚中，阿尔比昂（アルビオン，Albion）是一个飘浮于空中的王国，在地理位置上与现实世界的英国近似。
- 角色扮演游戏《花冠之泪》中的主要故事发生地名为阿尔比恩岛。
- 动画《Code Geass 反叛的鲁路修》中的一架机体名为“兰斯洛特·阿尔比昂”（ランスロット・アルビオン ，Lancelot Albion）。
- 动画、小说、漫画《Trinity Blood圣魔之血》中，未来的不列颠王国沿用了阿尔比恩的称呼。
- Egosoft（英语：Egosoft）制作的太空沙盒游戏X3当中有一部名为《X³：阿尔比恩序曲》(X³: Albion Prelude)，其主线任务就是围绕数个名为“Albion”的星区展开的。其后于2013年发布的《X 重生》(X Rebirth)主线剧情亦主要在Albion区域展开。Albion Prelude主线结尾玩家将获得一台名为“Pride of Albion”的飞船，这台飞船将是X Rebirth当中玩家可以驾驶的唯一一艘飞船，又被称为“Albion Skunk”。
- 輕小說《惡魔高校D×D》有一隻龍名為「白龍皇」阿爾比恩。
- 動畫《Princess Principal》故事背景為19世紀末的阿爾比昂王國，國家原型為大英帝國。
- 漫畫《七大罪》登場角色阿爾比恩為魔神族制造的武器。
- Sandbox Interactive製作的一款線上遊戲名為《阿爾比恩 Online》(Albion Online)。
- LINE旗下製作的一款手機遊戲名為《LINE：阿爾比昂戰記》(LINE アルビオン戦記)。
- Colopl、Core Edge開發的手機遊戲及PC線上遊戲《問答RPG 魔法使與黑貓維茲》其中一張卡名為高傲幻獸 阿爾比昂。
- 動畫《幼女戰記》中的阿爾比恩聯合王國（アルビオン連合王国，United Kingdom of Albion），國家原型為大英帝國，位於帝國西北外海的島國，領土包含現今的英倫諸島及諸多殖民地，首都名為倫迪尼姆，為帝國大洋艦隊及北洋艦隊的主要假想敵。
- 遊戲《神鬼寓言》系列中以阿爾比恩作為遊戲的背景。
- 手機遊戲《神魔之塔》，光遊俠的名字。